# Tavai
Tavai est un village de Wallis et Futuna situé dans le royaume de Sigave, sur la côte nord-ouest de l'île de Futuna. 
Selon le recensement effectué en 2018, la population est de 160 habitants.